# Christine von Schleswig-Holstein-Gottorf

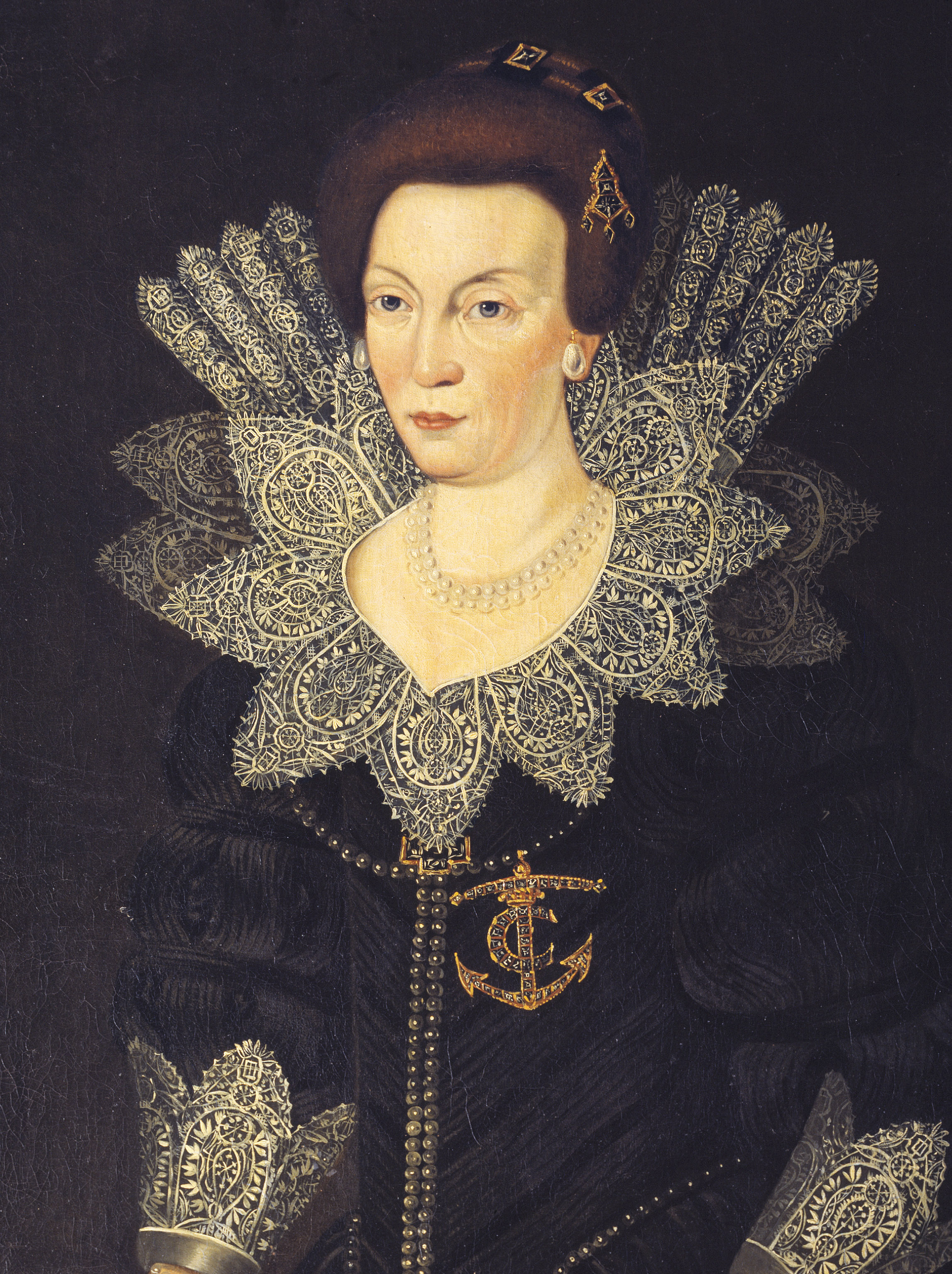
Christine von Schleswig-Holstein-Gottorf (1610)

Christine von Holstein-Gottorp (* 12. oder 13. April 1573 in Kiel; † 8. Dezember 1625 auf Schloss Gripsholm) war die zweite Ehefrau des schwedischen Königs Karl IX. und von 1604 bis 1611 schwedische Königin.

## Leben

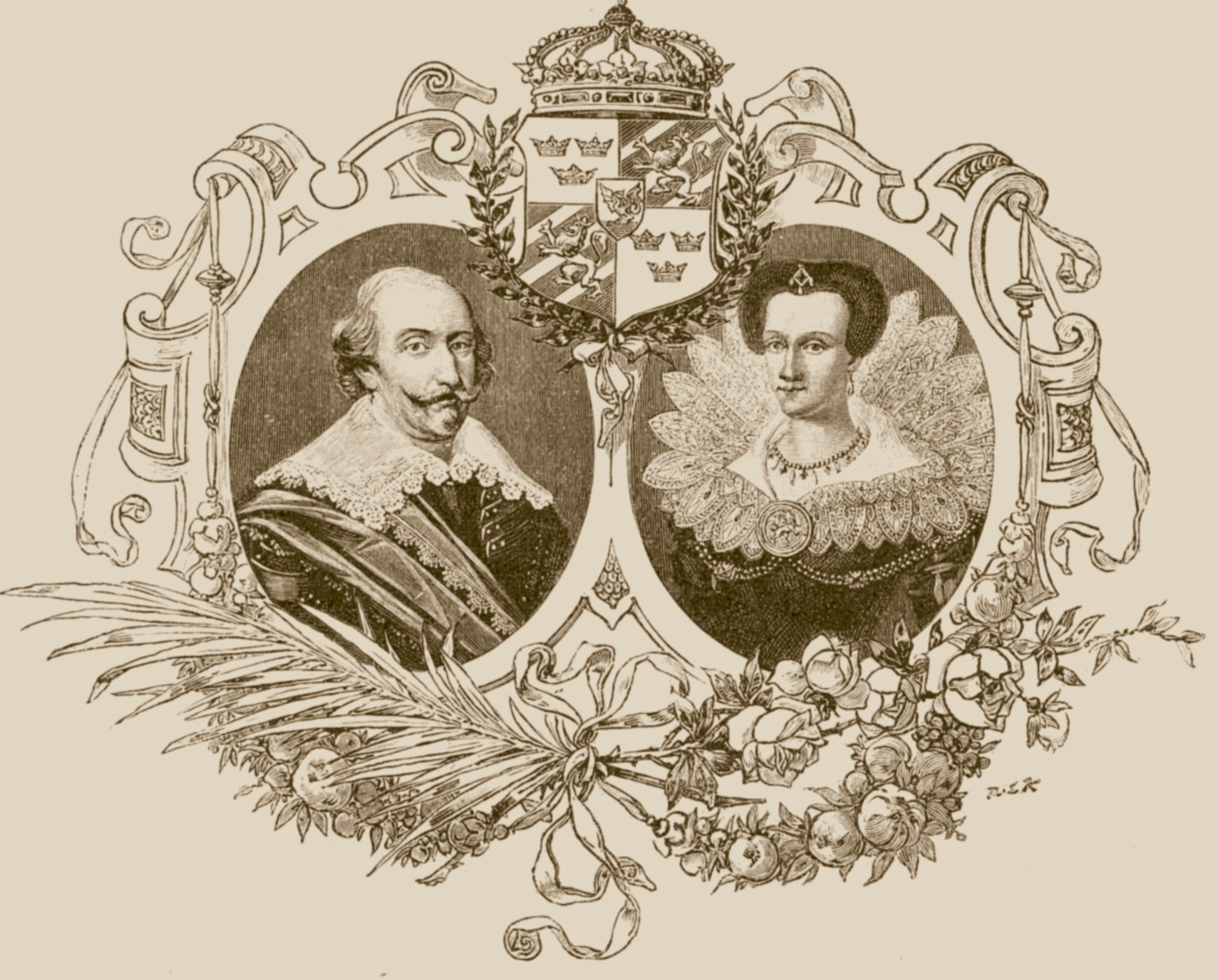
Christine von Holstein-Gottorp und ihr Gatte König Karl IX. von Schweden

Christine war die Tochter des Herzogs Adolf von Schleswig-Holstein-Gottorp (1526–1586) und seiner Frau Christine von Hessen (1543–1604). Sie sollte eigentlich den polnischen König Sigismund III. Wasa (1566–1632) heiraten, der jedoch das Versprechen brach. Christine, die diesen Schmerz nie überwand, wurde dann die zweite Ehefrau des späteren schwedischen Königs Karl IX. (1550–1611). Die Trauung fand am 22. August 1592 im Schloss von Nyköping statt. Am 15. März 1607 wurde sie gemeinsam mit ihrem Mann feierlich im Dom zu Uppsala gekrönt.
Christine wird als blonde und hochgewachsene Frau beschrieben. Sie ging sparsam mit den Haushaltsmitteln des Hofes um. Gegenüber ihren Kindern erwies sie sich als durchsetzungsstark. Sie wandte sich aus Standesgründen erfolgreich gegen die Liebesbeziehung ihres Sohnes Gustav Adolf mit Ebba Brahe und verhinderte, dass ihr jüngstes Kind Carl Philip 1612/13 König von Russland wurde.
Nach dem Tod ihres Mannes (1611) und dem Verlust ihres sehr geliebten Sohnes Karl Philip (1622) lebte sie zurückgezogen im Familienkreis. Christine von Holstein-Gottorp liegt neben ihrem Mann in der Domkirche von Strängnäs in Södermanland begraben.

## Familie
Christine und Karl hatten vier Kinder:
- Christine Wasa (* 26. November 1593; † 25. Mai 1594), Prinzessin von Schweden
- Gustav II. Adolf (* 9. Dezember 1594; † 6. November 1632), König von Schweden
- Maria Elisabeth Wasa (* 10. März 1596; † 7. August 1618), Herzogin von Östergötland
- Carl Philip Wasa (* 22. April 1601; † 25. Januar 1622), Herzog von Södermanland